# Vansbro

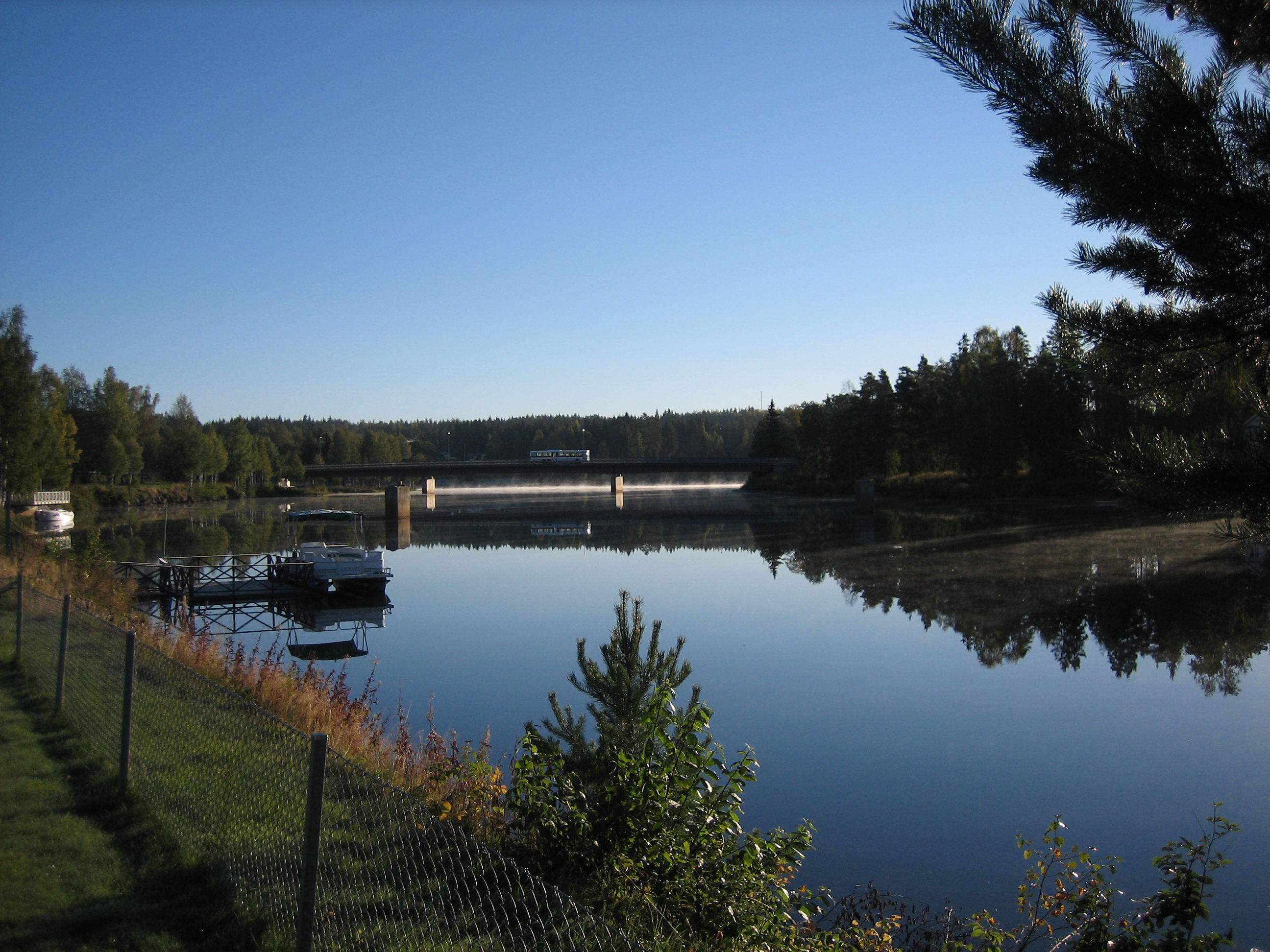
Der Vanån mündet in Vansbro in den Västerdalälven

Vansbro ist eine Ortschaft (Tätort) in der schwedischen Provinz Dalarnas län und Hauptort der gleichnamigen Gemeinde. Der Ort liegt 82 km westlich von Borlänge an der Mündung des Vanån in den Västerdalälven. Bekannt ist Vansbro vor allem für Vansbrosimningen, einen Wettbewerb im Langstreckenschwimmen.

## Geschichte
Die Siedlung wurde zum ersten Mal als Wahnbro oder Wansbro in verschiedenen Texten des frühen 18. Jahrhunderts genannt, darunter in einem Werk des Naturforschers Carl von Linné. Der Namensteil Bro (schwedisch Brücke) bezieht sich auf eine einfache Holzbrücke aus Flößen über den Vanån. Der Zusammenfluss der genannten zwei Flüsse hatte große Bedeutung für die Flößerei und damit für die Holzindustrie der gesamten Region. Außer den Arbeitern auf den Flößen und Fährmännern ließen sich anfänglich nur wenige Personen in Vansbro nieder.

### Entstehung der Bahnlinien
Die Situation änderte sich, nachdem Pläne für eine Eisenbahnlinie bekannt wurden. Die Urbanisierung erwies sich als schwierig, da der Wald recht dicht war und jedes Jahr im Frühling eine Hochwasserflut drohte. Nach dem Bau der Bahnstrecke, die einen Teil der Inlandsbana darstellt, bestand die Bevölkerung überwiegend aus Bahnarbeitern und Personen mit Berufen im Umfeld der Eisenbahn.
Im Gegensatz zu anderen aufstrebenden Bahnorten, die oft mit einem pompösen Bahnhof ausgestattet wurden, hatte Vansbro anfänglich nur ein Stationsgebäude aus Holz an der Strecke von Mora zum See Vänern. Danach verbesserten sich die Verkehrsverhältnisse deutlich. 1892 entstand eine Nebenbahn nach Malung. Vansbro wurde dann in die Planung neuer Bahnstrecken einbezogen. 1898 erhielt eine weitere Strecke von Ludvika über Ängelsberg nach Vansbro (heute Teil der Västerdalsbana) die Baugenehmigung. Der Bau verzögerte sich bis 1907, da umliegende Ortschaften einen Anschluss an diese Linie verlangten. Schon vor diesem Zeitpunkt war ein moderner Bahnhof entstanden, da der alte Holzbau 1898 einem Brand zum Opfer fiel. Die neuen Bürger kamen zum einen aus Dalarna selbst, doch der überwiegende Teil zog von Värmland hierher. Oft waren sie einfach dem Bahnbau mitgefolgt. 1934 erfolgte die Verlängerung der neuen Strecke entlang des Västerdalälven nach Särna.
1969 wurde der Teil der Inlandsbana, welcher durch Vansbro führt, stillgelegt, doch die Versorgung erfolgt weiterhin über die Västerdalbahn. Der stillgelegte Abschnitt kann nun von Touristen mit Fahrraddraisinen genutzt werden.
Neben der Bahn gibt es verschiedene Buslinien, die hauptsächlich in ost-westlicher Richtung verlaufen.

### Industrialisierung
Zusammen mit der Eisenbahn entstanden mehrere Sägewerke in Vansbro, was ein weiteres Bevölkerungswachstum zur Folge hatte. Der Heimatforscher Karl-Erik Forsslund beschrieb Vansbro in seinem Buch Wanån, Järna, Nås wie folgt: „… eine große und geschäftige Eisenbahn- und Industriesiedlung, die fast mit amerikanischer Geschwindigkeit gewachsen ist“.

## Bildung
Das örtliche Gymnasium zeichnet sich durch landschaftstypische Programme, wie Bergwandertourismus und Fahrradwandern, aus.

## Bekannte Personen
- Björn Skifs (* 1947), Sänger und Schauspieler
- Gunde Svan (* 1962), mehrfacher Olympiasieger und Weltmeister im Skilanglauf
- Per Brandt (* 1972), Biathlet
- Anna-Karin Strömstedt (* 1981), Biathletin und Skilangläuferin
- Moa Ilar (* 1997), Skilangläuferin